# Vislanska prevlaka
Vislanska prevlaka (polj. Mierzeja Wiślana; rus. Балтийская коса; njem. Danziger Nehrung, Frische Nehrung; Donjonjemački: Dantzker Nearing) je eolska pješčana prevlaka ili poluotočni dio kopna koji odvaja Vislanski zaljev od Gdanjskog zaljeva u Baltičkom moru, čiji je vrh od kopna odvojen Baltijskim tjesnacem. Granica između Poljske (Pomeransko vojvodstvo) i Kalinjingradske oblasti, polu-eksklave Rusije, presijeca je, politički dijeleći prevlaku između dvije zemlje. Najzapadnija geografska točka Rusije nalazi se na ovoj prevlaci. Poljski dio sadrži brojna turistička naselja, administrativno uključena kao grad Krynica Morska.

## Geografija
Smješten u Gdanjskom zaljevu, ovaj uski sprud u prosjeku je širok samo nekoliko stotina metara (na najširem mjestu 1.8 km) i ukupne duljine 70 km, dvostruko duži od poznatijeg i naseljenijeg poluotoka Hel u zapadnom dijelu Gdanjskog zaljeva. Vislanska prevlaka proteže se u smjeru sjeveroistoka i odvaja Vislanski zaljev od južnog Baltičkog mora. Od Sambijskog poluotoka odvaja ga Baltijski tjesnac. Sprud se sastoji od 10 do 12 metara visokog morskog pijeska, nakupljenog tijekom tri generacije dina. Najviši vrhovi spruda su Wielbłądzi Grzbiet (49,5 m) na poljskoj strani poluotoka i visoka pješčana dina Narmeln (25 m/nm) na ruskoj strani.
Granica između Poljske (Pomeransko vojvodstvo) i Rusije (Kalinjingradska oblast) prolazi preko spruda, čiji je jugozapadni dio u Poljskoj, a sjeveroistočni dio u Rusiji. Poljski dio uključuje, od zapada prema istoku, sela Kąty Rybackie, Skowronki i grad Krynica Morska, najveće mjesto na poljskoj strani i popularno turističko odredište. Od 1991. Krynica Morska u svoje općinske granice uključuje nekadašnja zasebna sela Przebrno i Nowa Karczma, pri čemu je potonja najistočnije naseljeno mjesto na poljskoj strani prevlake.
Ruski dio spruda naseljen je samo u svom najsjevernijem dijelu, koji pripada lučkom gradu Baltijsku i leži na južnoj strani Baltijskog tjesnaca. Tamo se nalazila ruska zračna baza Noytif (izvorno izgrađena kao njemačka zračna baza Luftwaffea Neu Tief).

## Povijest
Sve do 13. stoljeća, sprud je imao plovne tjesnace u sredini, koji su gradu Elbingu (Elbląg), dijelu monaške države Teutonskih vitezova, omogućili izravan pristup Baltičkom moru. Prirodno zatvaranje tjesnaca u kasnom 13. stoljeću oslabilo je status Elbinga kao važne trgovačke luke. Ovo i teutonsko zauzimanje Danziga (Gdańsk) i poljskog Pomorja 1308. doveli su do povećanja važnosti Gdańska. Godine 1454. kralj Kazimir IV. Jagelović ponovno je uključio regiju u Kraljevinu Poljsku na zahtjev protuteutonske Pruske konfederacije. Godine 1466. Teutonski vitezovi odrekli su se bilo kakvih zahtjeva za regiju i priznali je kao dio Poljske.
Tijekom Drugog svjetskog rata, u Przebrnom je bio podlogor koncentracijskog logora Stutthof, u koji su Nijemci zatvarali 200 ljudi odjednom na prisilni rad. Na mjestu se nalazi spomenik žrtvama. U završnoj fazi rata, sprud je postao posljednje uporište preostalih njemačkih vojnika u pokrajini Istočnoj Pruskoj, iako su Sovjeti jednostavno zaobišli sprud nakon što je ofenziva u Istočnoj Pruskoj odlučno završena, fokusirajući se na važniji cilj zauzimanja Berlina. Posljednji vojnici Wehrmachta položili su oružje nakon što je potpisan njemački instrument o predaji.

### Kursenieki
Povijesno je Vislanska prevlaka bila naseljena narodom Kursenieki (također poznatim kao Kuršininkai), staropruskim plemenom, srodnim današnjim Latvijcima. Ova skoro izumrla baltička etnička skupina nekoć se naselila na Vislinsku prevlaku, obalno područje Sambijskog poluotoka i Kurskom prevlakom. Godine 1649. naseljena zona Kuršininkai još uvijek se protezala sve od Memela (Klaipėda) do Gdańska, obuhvaćajući uski obalni pojas teritorija koji je bio najpogodniji za njihov način života, kulturne sklonosti i dominantnu gospodarsku aktivnost (ribolov). Većinu Kuršininkaija su na kraju asimilirali Nijemci. Samo je na Kuršskoj prevlaci nekoliko raštrkanih ruralnih naselja preživjelo do danas. Kuršininkai su se, na temelju jezika, smatrali Latvijcima sve do nakon Prvog svjetskog rata kada je Latvija stekla neovisnost od Ruskog Carstva. To je također bilo obrazloženje za latvijske zahtjeve nad Kuršskom prevlakom, Memelom i drugim teritorijima Pruske nakon Prvog svjetskog rata. Kasnije će te tvrdnje biti odbačene.

## Promet
Poljska strana poluotoka dostupna je vojvodskom cestom 501. Trenutno (2016.) na poluotoku ne postoji granični prijelaz između Poljske i Rusije.

### Kanal kroz Vislansku prevlaku
Poljska je vlada 2019. započela s izgradnjom brodskog kanala preko poluotoka, dopuštajući brodovima ulazak u lagunu Visle i luku Elbląg, zaobilazeći tranzitnu rutu kroz ruski tjesnac Baltiysk. Kanal kroz Vislansku prevlaku otvoren je u rujnu 2022.

## Vanjske poveznice
- Visla Spit (in Polish and German)
- Video na YouTubeu, Radio Slobodna Europa/Radio Sloboda, objavljeno 28. ožujka 2019.